# Betulodes matharma
Betulodes matharma là một loài bướm đêm trong họ Geometridae.